# Мафін топ

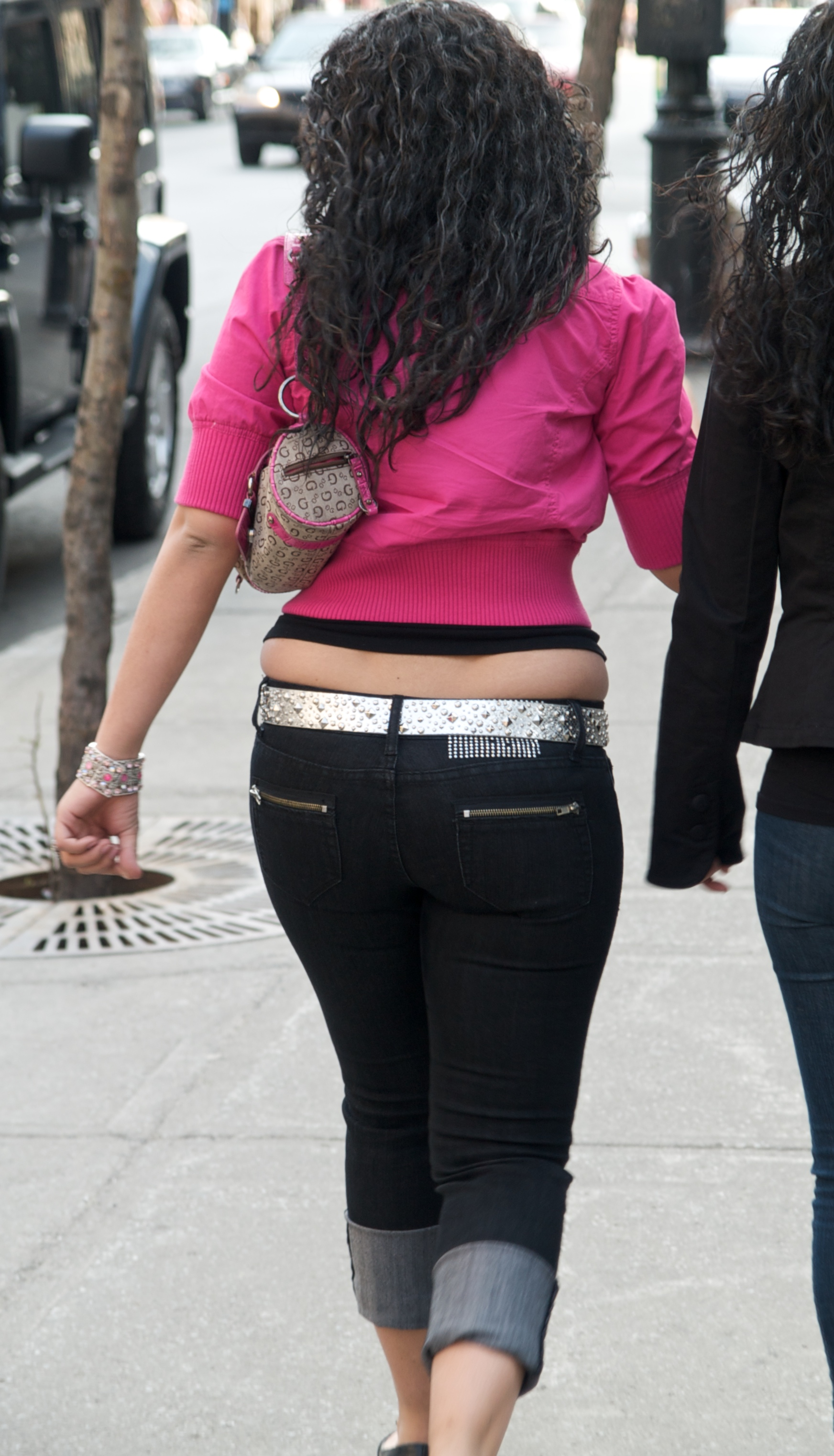
Мафін топ на талії жінки, що йде

Мафін топ (англ. muffin top), в укр. побуті «голі нирки»[джерело?] — це сленговий термін, який зазвичай використовується для опису жиру на тілі людини, який горизонтально простягається над краями лінії талії щільно облягаючих штанів або спідниць, помітний, коли між верхнім і нижнім одягом є проміжок, що зовні виглядає як мафін, коли його випікають у формі для кексів, коли верх мафіну горизонтально виділяється над верхньою частиною форми.

## Походження

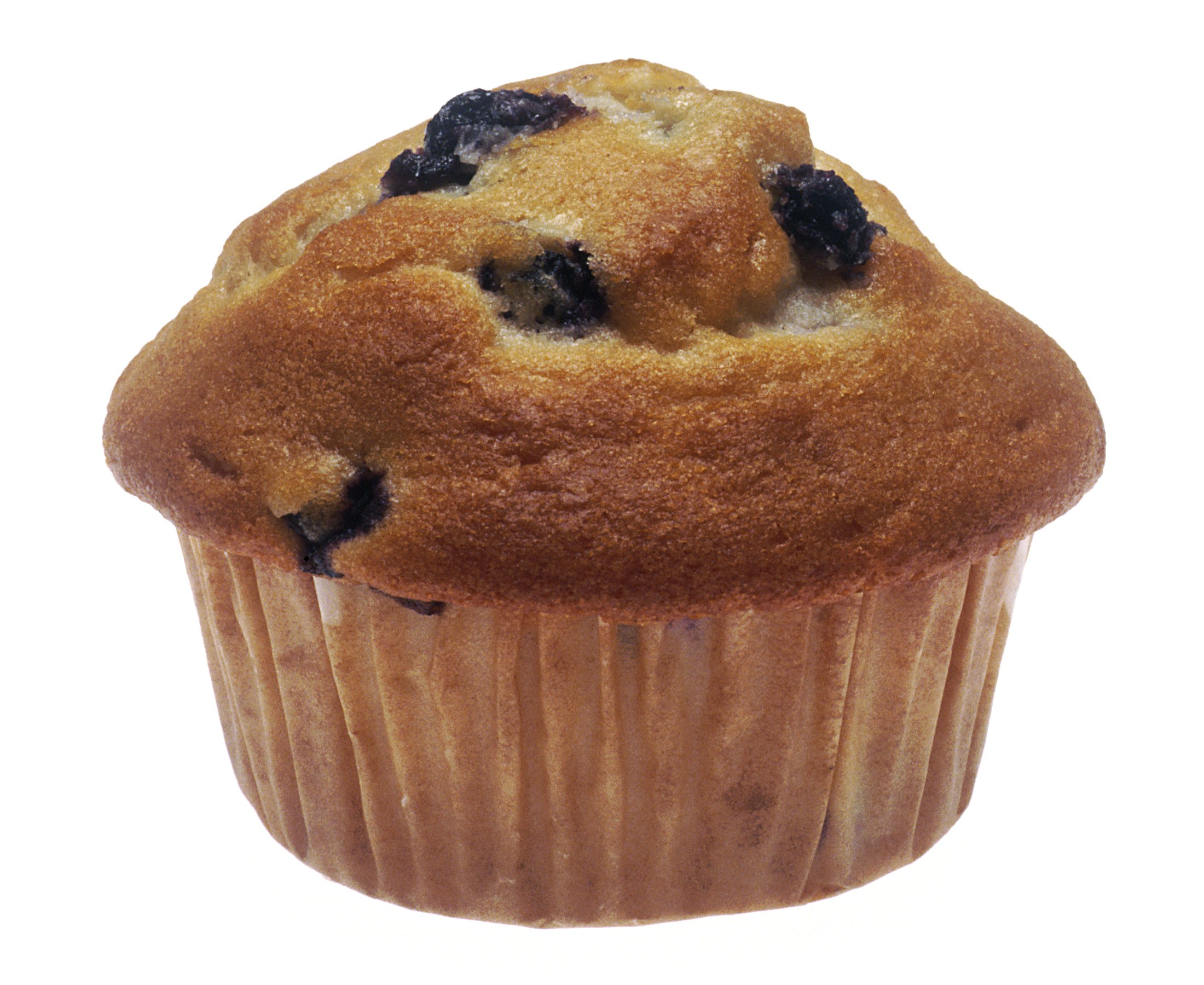
Мафін, у якого верх ширший за низ

Мафін топ виник як австралійський сленг у середині 2003 року, але з тих пір став популярним в інших англомовних країнах. Його використання також було прийнято в багатьох неангломовних країнах Західної Європи, таких як Німеччина чи Франція. Можливо, вперше його популяризувало австралійське телевізійне шоу Kath &amp; Kim . Австралійський словник Macquarie назвав «maffin top» словом року в 2006 році; Американське діалектне товариство назвало його одним із «найкреативніших» нових термінів того ж року. Оксфордський словник англійської мови додав цей термін до свого переглянутого онлайн-видання в березні 2011 року.
За словами Вільяма Сефайра, який писав у The New York Times Magazine, «вершечок мафіна заповнює лексичну порожнечу» та «описує рулон зайвого тіла, що випирає переважно спереду, але, можливо, й навколо».
До 2007 року мода на брюки та спідниці з низькою талією поступилася одягу з вищою талією, через що «мафін топи» стали менш поширеними.